# Stictopelta affinis
Stictopelta affinis är en insektsart som beskrevs av Guérin-Méneville. Stictopelta affinis ingår i släktet Stictopelta och familjen hornstritar. Inga underarter finns listade i Catalogue of Life.